# Enoploteuthis anapsis
Enoploteuthis anapsis är en bläckfiskart som beskrevs av Johannes August Christian Roper 1964. Enoploteuthis anapsis ingår i släktet Enoploteuthis och familjen Enoploteuthidae. Inga underarter finns listade i Catalogue of Life.